# Bergensgrund
Bergensgrund är en klippa i Finland.   Den ligger i kommunen Kyrkslätt i den ekonomiska regionen  Helsingfors  och landskapet Nyland, i den södra delen av landet, 26 km sydväst om huvudstaden Helsingfors.
Terrängen runt Bergensgrund är mycket platt.  Närmaste större samhälle är Kyrkslätt, 18,0 km nordväst om Bergensgrund. 